# Jacques Le Moyne de Sainte-Hélène
Jacques Le Moyne de Sainte-Hélène est un soldat de Nouvelle-France né le 16 avril 1659 à Montréal et mort en décembre 1690. Fils de Charles Le Moyne et de Catherine Thierry, il fut très actif dans la défense de la Nouvelle-France contre les Anglais. Il mourut à Québec en 1690 à l’âge de 31 ans.

L’expédition de la baie d’Hudson en 1686, à laquelle participa activement Jacques Le Moyne de Sainte-Hélène.

## Histoire

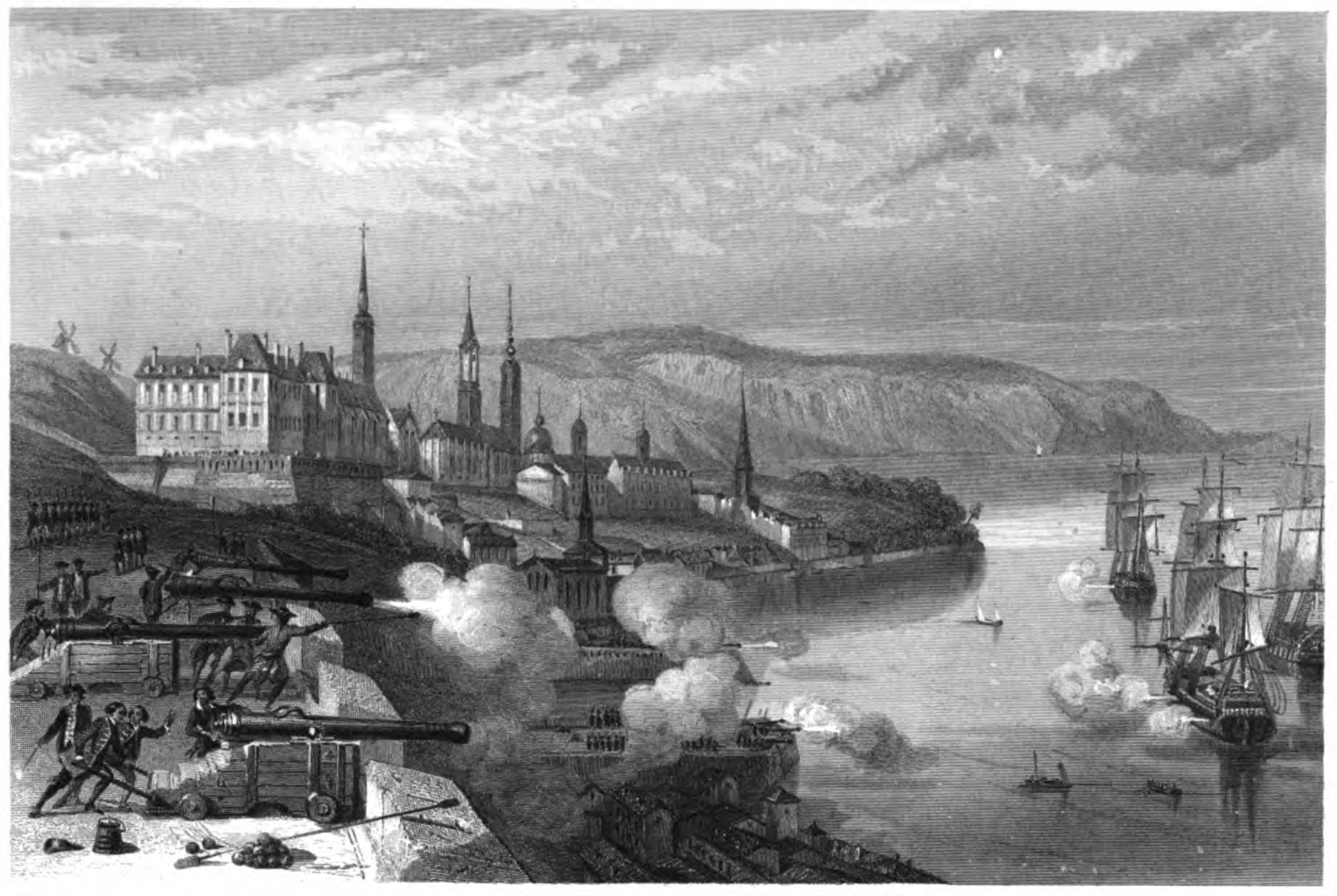
Le siège de Québec, en 1690, au cours duquel Jacques Le Moyne de Saint-Hélène perdit la vie.

En 1686, Jacques Le Moyne, avec ses frères, Pierre et Paul, et le Chevalier de Troyes prirent route pour la baie d'Hudson afin de chasser les Anglais et rendre le territoire à la Nouvelle-France. Le voyage prit 85 jours sur la rivière des Outaouais, le lac Témiscamingue, et la rivière Abitibi. Ils étaient dix-huit hommes pour attaquer plusieurs forts dans la région. Il joua un rôle très actif lors de cette campagne qui fut un plein succès.
En 1687, Sainte-Hélène commanda 300 Amérindiens contre les Sénécas. Le Gouverneur de Nouvelle-France, le Marquis de Denonville le nomma lieutenant. En 1689, la Compagnie du Nord demanda à Jacques Le Moyne d'ouvrir une nouvelle route vers la baie d'Hudson. Il partit avec 38 hommes à bord de navires anglais précédemment capturés. Le voyage prit 28 jours.
En 1690, le Gouverneur Louis de Buade de Frontenac contre-attaqua les colonies anglaises en représailles des exactions commises à Lachine par les Iroquois à l'instigation des Anglais. Un des trois détachements levés fut celui de Montréal commandé par Jacques Le Moyne et Nicolas d'Ailleboust de Manthet. Le détachement était composé de 96 Canadiens et 114 Français. En octobre de cette année, Le Moyne était en place face à William Phips. Deux des navires de Phips furent mis en déroute, et le vaisseau amiral fut atteint, causant la mort de plusieurs marins anglais. Grâce à son action et celle des 210 hommes sous son commandement, le Major John Walley fut dans l'incapacité de prendre Québec. Cependant, Le Moyne fut blessé à la jambe, et après quelques jours, fut envoyé à l'Hôtel-Dieu de Québec où il mourut au début de décembre 1690. 
Jacques Le Moyne de Sainte-Hélène fut marié à Jeanne Dufresnoy Carion de Montréal. Ils eurent trois enfants, donc Jacques qui fit carrière en Louisiane.

## Hommages
Une rue a été nommée en son honneur en 1815 dans la ville de Québec.

### Sources
- Jean Blain, Dictionnaire biographique du Canada, vol. 1, Université Laval/University of Toronto, 2017 (1re éd. 1966) (lire en ligne), « Le Moyne de Sainte-Héléne Jacques »
- Charles La Roncière, Une épopée canadienne, Paris, La Renaissance du livre, coll. « La Grande Légende de la mer », 1930, 255 p.
- Joseph Marmette, Les Machabées de la Nouvelle-France : histoire d’une famille canadienne, 1641-1748, Québec, Léger Brousseau, 1878, 180 p. (lire en ligne)
- (en) Mary Beacock Fryer, Battlefields of Canada, Toronto, Dundurn Press, 1986
- (en) W. J. Eccles, Canada Under Louis XIV, Toronto, MacMillan and Stewart, 1964 (ISBN 978-0-19-690267-8)